# Gorbatyj (udde)
Gorbatyj är en udde i Antarktis. Den ligger i Östantarktis. Australien gör anspråk på området.
Terrängen inåt land är kuperad åt sydost, men åt nordväst är den platt. Havet är nära Gorbatyj åt nordväst.  Trakten är obefolkad. Det finns inga samhällen i närheten. 